# Římskokatolická farnost Jelení u Bruntálu
Římskokatolická farnost Jelení u Bruntálu (dříve Římskokatolická farnost Jelení) je územní společenství římských katolíků s farním kostelem Nanebevzetí Panny Marie v děkanátu Bruntál ostravsko-opavské diecéze.
| Kostel                         | Místo  | Bohoslužba         | Bohoslužba | Poznámka     |
| ------------------------------ | ------ | ------------------ | ---------- | ------------ |
| Kostel Nanebevzetí Panny Marie | Jelení | 2. sobota v měsíci | 14.30      | farní kostel |